# Liste d'abréviations et de symboles en chimie

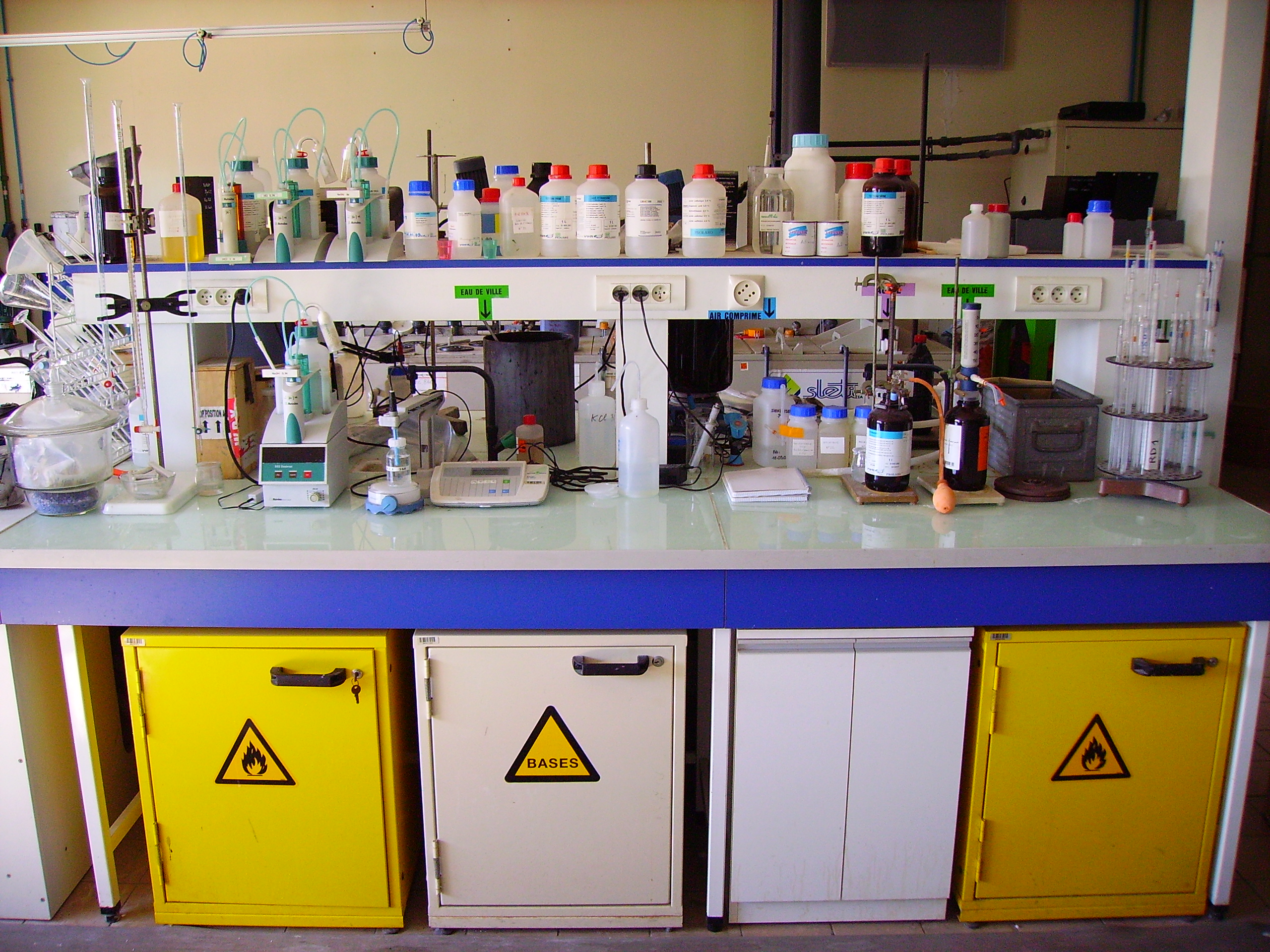
Laboratoire de chimie : substances étiquetées et pictogrammes de sécurité.

Cette liste répertorie des abréviations et des symboles rencontrés en chimie (dans les catalogues, fiches techniques, étiquetage, etc.) ; certains concernent la pharmacie et la physique. Pour les symboles des éléments chimiques, voir Liste des éléments chimiques.
- Haut – A
- B
- C
- D
- E
- F
- G
- H
- I
- J
- K
- L
- M
- N
- O
- P
- Q
- R
- S
- T
- U
- V
- W
- X
- Y
- Z

## Divers
- R- : préfixe, concerne la configuration d’un centre de chiralité ; voir la nomenclature Cahn-Ingold-Prelog.
- S- : préfixe, concerne la configuration d’un centre de chiralité ; voir la nomenclature Cahn-Ingold-Prelog.
- (+)- : préfixe, concerne l’activité optique d’une molécule dextrogyre
- (-)- : préfixe, concerne l’activité optique d’une molécule lévogyre
- D- : préfixe, concerne la configuration d’une molécule chirale
- L- : préfixe, concerne la configuration d’une molécule chirale
- {\displaystyle \left[a\right]_{D}^{20}} : pouvoir rotatoire spécifique à 20 °C et pour la longueur d'onde de la raie jaune du sodium à 589,3 nm
- → : réaction chimique totale
- {\displaystyle \rightleftharpoons } : réaction chimique équilibrée
- [i] : concentration du constituant i ou molarité[1] (symbole c). Unité pratique : mol/l
- %m : pourcentage massique
- %vol : pourcentage volumique
- {\displaystyle \nearrow } : dégagement de gaz lors d’une réaction chimique
- +4 °C : stockage en réfrigérateur
- −20 °C : stockage en congélateur

## α-ω
- {\displaystyle \phi } : fraction volumique[2] (sans unité)
- {\displaystyle \rho } : masse volumique (mass density ou density (en)) (unité SI : kg/m3)
- {\displaystyle \rho _{i}} : concentration massique (ou teneur ou concentration pondérale ou masse volumique partielle ou densité massique partielle) du constituant i. Unité pratique en chimie analytique : g/L

## A
- A : nombre de masse
- Å : symbole de l'ångström (unité non-SI)
- abs. : absolu
- amp. : ampoule
- aq : eau (aqua (la))
- Aquat : substance d'une teneur variable en eau
- Ar: radical aromatique
- art. : artificiel
- asym. : asymétrique
- ATEX : règlementation ATEX (ATmosphères EXplosives)
- ARQS : approximation des régimes quasi stationnaires

## B
- BP :
  -  boiling point (« point d'ébullition »)
  -  British Pharmacopoeia (« pharmacopée britannique »)

## C
- c : concentration molaire ou molarité (unité pratique : mol/L). Voir aussi Molalité (symboles m ou b).
- CAS : numéro CAS (Chemical Abstracts Service (en))
- CCM ou TLC : chromatographie sur couche mince
- CLHP ou HPLC : chromatographie en phase liquide à haute performance
- CMC : concentration micellaire critique
- conc. : concentré
- cP : symbole de centipoise
- CPG ou GC : (teneur par) chromatographie en phase gazeuse
- crist. : cristallisé
- cSt : symbole de centistokes

## D
- d : densité (relative density ou specific gravity (en))
- DAB : Pharmacopée allemande (de) (Pharmacopée allemande)
- DCO : demande chimique en oxygène
- dec. : décomposition
- depur. : « depuratum », qualité d’une teneur élevée, mais variable. Parfois nommé « practicum » (la). Les produits de ce degré de pureté sont employés en synthèse et pour les travaux courants de laboratoire qui n’exigent pas une pureté supérieure.
- dest. : distillé (Destillation (de))
- DL : dose létale
- DL50 : dose létale médiane
- DM(T)A ou AMD : analyse mécanique dynamique
- DSC : calorimétrie différentielle à balayage (Differential Scanning Calorimetry (en))
- DTA ou ATD : analyse thermodifférentielle

## E
- EC No : numéro EC, voir la nomenclature EC des enzymes.
- Exxx : code numérique d’un additif alimentaire autorisé au niveau européen
- ED : eau distillée
- EPI : équipement de protection individuelle
- ECD : étape cinétiquement déterminante

## F
- FDS : fiche de données de sécurité (MSDS, Material Safety Data Sheet (en))
- FIP : Fédération internationale pharmaceutique

## G
- GC ou CPG : chromatographie en phase gazeuse (Gas chromatography (en))
- (GC) ou (CPG) : teneur par chromatographie en phase gazeuse
- Gew. % : pourcentage en poids (Gewicht % (de))
- GGVE-GGVS : Gefahrgutverordnung (de) (règlementation allemande des transports)
- glasdestilliert : ((de)) solvant à haute pureté distillé et embouteillé en verre
- GS : Geprüfte Sicherheit (en) (de) : « Sécurité Testée »

## H
- HPLC : chromatographie en phase liquide à haute performance

## I
- ICP : torche à plasma (Inductively Coupled Plasma (en))
- ILO : Indice limite d'oxygène (LOI, Limiting Oxygen Index (en))
- IRTF : spectroscopie infrarouge à transformée de Fourier (FTIR, Fourier Transform Infrared Spectroscopy (en))
- IUPAC ou UICPA : Union internationale de chimie pure et appliquée
- IZ : indice d'iode (Iodzahl (de))
- I : intensité du courant dans le circuit

## L
- Lit. : littérature
- lyophil. : lyophilisé (forme facilement soluble)

## M
- M : masse molaire (en g/mol)
- m : masse (unité SI : kg)
- m ou b : molalité (en mol/kg). Voir aussi Molarité (symbole c).
- ma : masse atomique
- MEB ou SEM : microscopie électronique à balayage (Scanning Electron Microscopy (en))
- MFI : Melt flow index ou indice de fluidité (IF) ou Melt Flow Rate (MFR) ou Melt Index (MI) (en)
- mol : symbole de mole (quantité de matière)

## N
- N : nombre de neutrons
- NA ou L : symboles du nombre d'Avogadro
- nat. : naturel
- n : indice de réfraction

## P
- p.a. : « pro analysi » (la), qualité chimique pour analyse
- pce : partie pour cent en élastomère, en formulation
- PCL : polymère à cristaux liquides (LCP, Liquid crystal polymer (en))
- pH : potentiel hydrogène
- pharm. : qualité pharmaceutique, pouvant être utilisé à des fins pharmaceutiques
- Ph. Eur. : Pharmacopée européenne
- pKa : constante d'acidité
- POZ : indice de peroxyde (Peroxidzahl (de))
- ppb : partie par milliard (0,0000001 %), 1 µg/kg
- ppm : partie par million (0,0001 %), 1 mg/kg
- prim. : primaire
- pulv. : pulvérulent, pulvérisé
- puriss. : « purissimum » (la), qualité d’un degré de pureté le plus élevé : teneur des produits de 99 % au moins (sauf mention contraire), souvent livrés avec certificat d’analyse avec garantie (ou ce certificat est imprimé sur les récipients). Ils correspondent par aspect et caractéristiques aux valeurs données par la littérature ou ne s’en écartent que de façon insignifiante. Les produits sensibles sont remplis sous un gaz protecteur (diazote, argon, etc.).
- purum : « pūrum » (la), qualité chimique pure. Produits possédant une teneur de 97 % (sauf mention contraire). Ils correspondent par aspect et caractéristiques aux valeurs données par la littérature ou ne s’en écartent que très peu. Appropriés pour les travaux de laboratoire, tels les synthèses, qui nécessitent un certain degré de pureté. Les produits sensibles sont remplis sous un gaz protecteur.

## Q
- q.s.p. : quantité suffisante pour

## R
- R : phrases de risque (phrases R)
- REACH : enregistrement, évaluation et autorisation des produits chimiques (Registration, evaluation and authorisation of chemicals (en))
- redist. : redistillé
- resubl. : resublimé
- RMN : spectroscopie RMN

## S
- S : conseils de prudence (phrases S)
- sec. : secondaire
- sicc. ou sicca : sec, anhydre (Sicca (homonymie) (en))
- sine H2O : anhydre
- stab. : stabilisé
- subl. : sublimé
- sym. : symétrique
- synth. : synthétique
- SZ : indice d'acide (Säurezahl (de))

## T
- t ou Θ : température Celsius[3]
- t½ : demi-vie
- TA : analyse thermique
- TE ou bp ou Kp : point d'ébullition (boiling point (en)) (Kochpunkt (de))
- techn. : « technicum » (la), qualité technique. Produits présentant une teneur variable, fabriqués pour la plupart sur une très grande échelle, employés à des travaux techniques courants. Peuvent présenter des colorations ou des odeurs étrangères.
- tert. : tertiaire
- Tf ou mp : point de fusion (melting point (en))
- Tv ou Tg : température de transition vitreuse (glass transition (en))
- TGA : analyse thermogravimétrique
- TMA ou ATM : analyse thermomécanique
- TÜV : Technischer Überwachungsverein (de)

## U
- u : unité de masse atomique unifiée ou dalton (unité non-SI, symbole Da). Le dalton est souvent utilisé en biochimie et en biologie moléculaire[4].
- USP : Pharmacopée américaine (Pharmacopée américaine)

## V
- VZ : indice de saponification (Verseifungszahl (de))

## W
- w : fraction massique (sans unité)

## X
- x : fraction molaire (sans unité)
- x% : pourcentage molaire ; pourcentage atomique, s’il s’agit d’atomes

## Z
- Z : numéro atomique